# Brieulles-sur-Bar
Brieulles-sur-Bar is een gemeente in het Franse departement Ardennes in de regio Grand Est en telt 202 inwoners (1999). De plaats maakt deel uit van het arrondissement Vouziers.

## Geschiedenis
Brieulles-sur-Bar maakte deel uit van het kanton Le Chesne tot dit op 22 maart 2015 werd opgeheven en de gemeenten werden opgenomen in het kanton Vouziers.

## Geografie
De oppervlakte van Brieulles-sur-Bar bedraagt 13,5 km², de bevolkingsdichtheid is 15,0 inwoners per km².
De onderstaande kaart toont de ligging van Brieulles-sur-Bar met de belangrijkste infrastructuur en aangrenzende gemeenten.

## Demografie
Onderstaande figuur toont het verloop van het inwonertal (bron: INSEE-tellingen).

Vanwege een beveiligingsprobleem met de MediaWiki Graph-software is het momenteel niet mogelijk deze grafiek weer te geven. Zodra de software is bijgewerkt zal de grafiek vanzelf weer zichtbaar worden.